# Acacia guadalupensis
Acacia guadalupensis é uma espécie de leguminosa do gênero Acacia, pertencente à família Fabaceae.